# 福島大学陸上競技部
福島大学陸上競技部（ふくしまだいがくりくじょうきょうぎぶ）は、福島大学公認の陸上競技部。監督は吉田真希子。福島県をはじめとした東北地方のみならず全国から部員が集まる。

## 概要
地方の国立大学ながら日本記録やそれに準ずる記録を持つ部員やOB・OGを多数輩出してきた。
1984年に就任した川本和久の「足の力を伝えるトレーニング」では卒業生らも師事している。
女子部門が全国レベルの強豪として知られており、日本選手権リレー競技では2000年の第84回大会から、女子4×100mリレー7連覇、女子4×400mリレー8連覇をそれぞれ達成している。
長距離部門でも全日本大学女子駅伝（杜の都駅伝）に出場経験がある。

## 主な出身者
- 青木沙弥佳（2007年世界陸上、2009年世界陸上代表、2008年北京オリンピック代表）
- 井村久美子（旧姓：池田。走幅跳日本記録保持者）
- 千葉麻美（旧姓：丹野。400m日本記録保持者）
- 二瓶秀子（前100m日本記録保持者）
- 久保倉里美（400mH日本記録保持者）
- 吉田真希子（前400mH日本記録保持者）
- 佐藤真有（2007年世界陸上、2009年世界陸上代表）
- 渡辺真弓（2007年世界陸上、2009年世界陸上代表）
- 渡辺なつみ（2007年世界陸上代表）
- 中村宝子（短距離走選手、1年で中退し慶大へ）